# Dungeness (település)
Dungeness az Amerikai Egyesült Államok északnyugati részén, Washington állam Clallam megyéjében elhelyezkedő önkormányzat nélküli település.
A helység nevét az angliai Dungeness-fokról kapta; George Vancouver felfedező a térséget a következőképp jellemezte: „Az Angol-csatorna közelében fekvő Dungeness-fokra emlékeztető, alacsonyan fekvő és homokos földdarabot Dungenessnek neveztem el”. A kaliforniai tarisznyarákot (Dungeness crab, Metacarcinus magister) feldolgozó üzem 1848-ban nyílt meg.
Az 1958 óta működő The 3 Crabs éttermet a lazacpopuláció visszaállítását célzó fejlesztések részeként 2013-ban lebontották.

## Fordítás
- Ez a szócikk részben vagy egészben  a   Dungeness, Washington című angol Wikipédia-szócikk ezen változatának fordításán alapul.  Az eredeti cikk szerkesztőit annak laptörténete sorolja fel. Ez a jelzés csupán a megfogalmazás eredetét és a szerzői jogokat jelzi, nem szolgál a cikkben szereplő információk forrásmegjelöléseként.